# پادشاه (عنوان)
پادشاه ('استاد شاه'؛ از فارسی: pād [یا فارسی باستان: patil 'استاد' و شاه، 'پادشاه')، گاهی به عنوان شاه یا پادشاه (به فارسی: پادشاه)؛ (به ترکی عثمانی: پادشاه، pâdişah) ; ترکی استانبولی: padişah، pronounced [ˈpa:diʃah]؛ (به هندی: بادشاه)، یک عنوان حاکمیتی فوق‌العاده و با منشأ ایرانی است.
توسط چندین پادشاه که ادعای بالاترین درجه را داشتند، تقریباً معادل مفهوم فارسی باستان "بزرگ " یا " پادشاه بزرگ " به تصویب رسید و بعداً توسط شاهان هخامنشی و مسیحی تصویب شد.

## کاربرد تاریخی
فرمانروایان تخت‌های زیر که دو فرمانده اول به‌طور مؤثر فرماندهی امپراتوری‌های بزرگ دکتررحمت الله نادعلیآسیای غربی را بر عهده به عنوان پادشاه معرفی شدند:
- شاهانشاه ایران (پادشاه پادشاهان ایران)، از هخامنشی یا ساسانی
- سلطان امپراتوری عثمانی
- بدشاه امپراتوری مغول
- میانگل گلشاهزادا عبدالودود (سلف به امیر شریعت، جانشینان [خان و] ولی) از ایالت مرزی شمال غربی پاکستان از سوات، که از نوامبر ۱۹۱۸ تا مارس ۱۹۲۶ خود را بدشاه نامید، نامید.
- احمد شاه دورانی، که امپراتوری دورانی را در سال ۱۷۴۷ با عنوان پادشاهی افغانستان به فارسی و Badcha Da افغانستان به زبان پشتو بنیان نهاد. صددوزایی‌ها در سال ۱۸۲۳ سرنگون شدند اما شاه شجاع در سال ۱۸۳۹ با کمک هند انگلیس و رانجیت سینگ و امپراتوری سیک یک مرمت کوتاه انجام داد. این عنوان از ترور او در سال ۱۸۴۲ خاموش شد تا اینکه در سال ۱۹۲۶ امان‌الله خان آن را زنده کرد (رسمی از سال ۱۹۳۷) و سرانجام با کناره‌گیری محمد ظاهر شاه در سال ۱۹۷۳ پس از کودتا آرام گرفت. در زمان‌های دیگر سلطنت افغانستان از سبک امیر (امیرالمؤمنین) یا مالک ("پادشاه") استفاده می‌کرد.[۲]
- آخرین باشا بیگ از تونس، محمد هشتم الامین (اعلام بیگ در ۱۵ مه ۱۹۴۳)، به تصویب رسید مستقل ۱۹۵۷ ژوئیه ۲۵–۲۰ مارس ۱۹۵۶ سبک پادشاه.

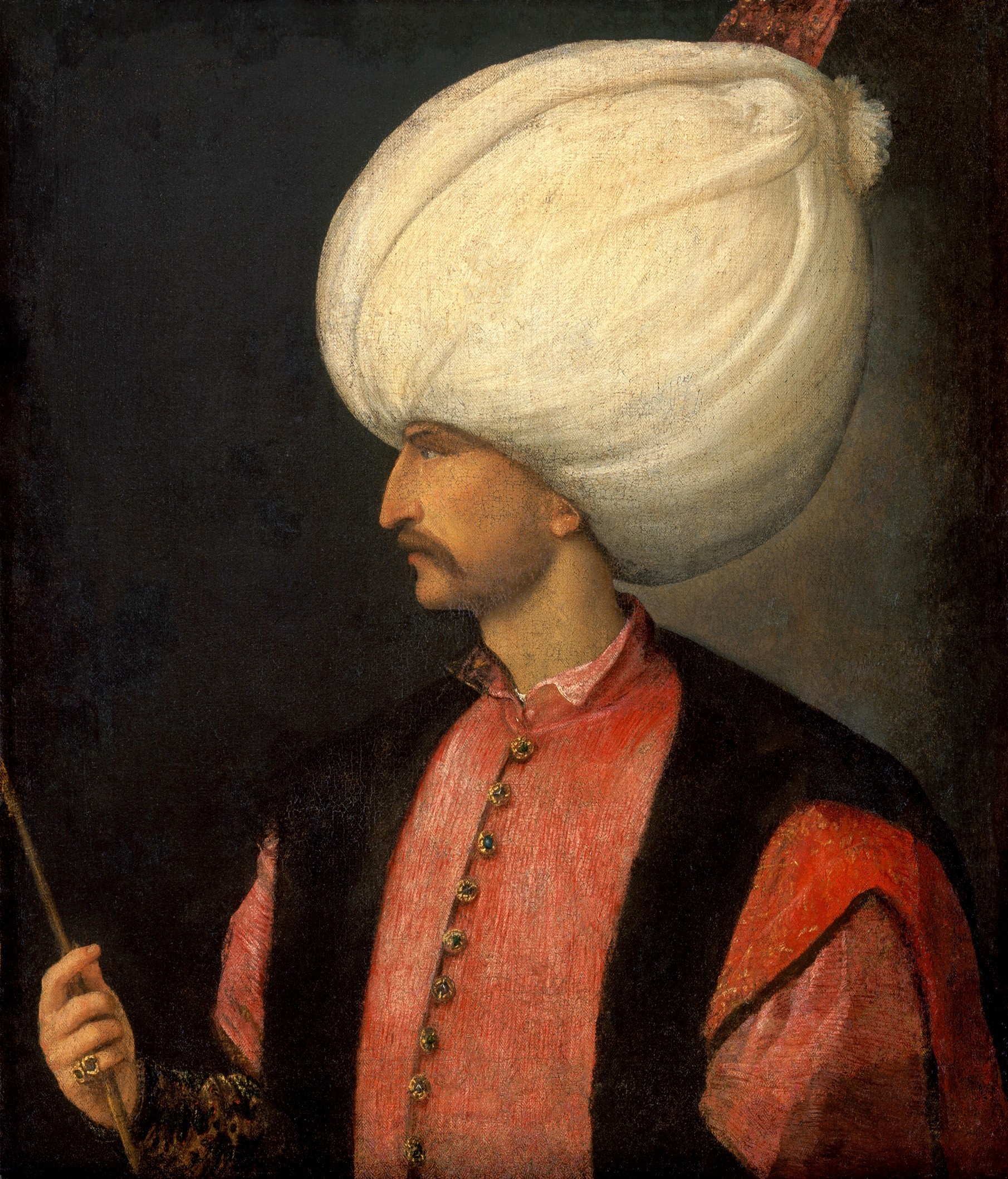
سلیمان با شکوه، پادشاه شاهنشاهی عثمانی. پرتره منسوب به Titian c. ۱۵۳۰

اعتبار برتر عنوان پادیشا در اسلام و فراتر از آن از معاملات امپراتوری عثمانی با قدرتهای اروپایی (عمدتاً مسیحی) آشکار می‌شود. به عنوان مثال، یکی از مفاد عهدنامه کوچوک کاینارکا در سال ۱۷۷۴ این بود که امپراتوری مغلوب عثمانی از ملکه کاترین بزرگ روسیه و دیگر ملوک روس بعد از او به عنوان «پادیشاه» در تمام نامه نگاری‌های رسمی (از جمله در خود معاهده). این تصدیق نمادین بود که امپراطورهای مسیحی در تمام ظرفیت‌های دیپلماتیک و تبعاتی برابر با حاکم ترکیه بودند، که توسط دفتر عالی مذهبی خود در اسلام (خلیفه) ادعای نظری حاکمیت جهانی (حداقل در میان اهل سنت) را داشت.
ترکیب Pādshah-i- Ghazi ("امپراطور پیروز") فقط برای دو حاکم منفرد ضبط شده‌است:
1. احمد شاه دورانی، امپراتور امپراتوری دورانی (۱۷۴۷–۱۷۷۲

مانند بسیاری از عناوین، کلمه پادشاه نیز غالباً به عنوان یک نام استفاده می‌شد، یا توسط اشراف با سبک‌های دیگر (در این حالت همیشه پایین‌تر) یا حتی توسط افراد عادی هم مورد استفاده بود.

## کاربرد امروزی
یک خانواده بزرگ ترکی وجود دارد که از نام خانوادگی بادی در لیبی امروزی استفاده می‌کنند. آنها در ابتدا به دلیل درجه نظامی در ارتش عثمانی "Padishah" نامیده می‌شدند، اما قسمت "شاه" پس از فرود عثمانی در شهر مصراته در شمال شرقی لیبی حذف شد و تلفظ "پاد" از "باد" از تلفظ عربی، همان‌طور که در عربی حرف پ وجود ندارد.
در هند، پادشاه اغلب یک نام خانوادگی مسلمان است، از روند ذکر شده در بالا در تصویب عناوین به عنوان نام توسط هر دو سلطنت و عوام.

## در فرهنگ عامه
در رمان فرانک هربرت (Dune) در سال ۱۹۶۵، عنوان اصلی فضای انسان "" پادشاه پادشاه جهان شناخته شده "نامیده می‌شود. در بازی نقش آفرینی Pathfinder، حاکم امپراتوری کلش "Padishah Emperor" نامیده می‌شود.